# Malaita-Sprachen
Die Malaita-Sprachen sind eine Untergruppe der Malaita-San Cristobal Sprachen und werden in der Provinz Malaita der Salomonen gesprochen. Die Sprachgruppe beinhaltet 14 Einzelsprachen.

## Sprachen
- Longgu
- Nord-Malaita Sprachen
  - Baelelea
  - Baeggu
  - Fataleka
  - Gula'alaa
  - Kwaio
  - Kwara'ae
  - Wala
  - Lau
  - To'abaita
- Süd-Malaita Sprachen
  - ʻAreʻare
  - Sa'a
  - Dori'o
  - Oroha